# 모란시장
모란시장(牡丹市場)은 평양직할시 모란봉구역에 있는 시장이다. 대한민국 성남시의 모란시장과 그 어원이 같다.